# Eranapuram
Eranapuram es una ciudad censal situada en el distrito de Salem en el estado de Tamil Nadu (India). Su población es de 8871 habitantes (2011).

## Demografía
Según el censo de 2011 la población de Eranapuram era de 8871 habitantes, de los cuales 4567 eran hombres y 4304 eran mujeres. Eranapuram tiene una tasa media de alfabetización del 74,62%, inferior a la media estatal del 80,09%: la alfabetización masculina es del 82,57%, y la alfabetización femenina del 66,26%.